# Hencida
Hencida là một thị trấn thuộc hạt Hajdú-Bihar, Hungary. Thị trấn này có diện tích 34,79 km², dân số năm 2010 là 1285 người, mật độ 37 người/km².